# Rundad rombkrabba
Rundad rombkrabba, Ebalia cranchii är en kräftdjursart som beskrevs av Leach 1817. Ebalia cranchii ingår i släktet Ebalia, och familjen Leucosiidae. Enligt den svenska rödlistan 2015 bedöms arten av livskraftig (LC) i Sverige. Arten förekommer i Götaland. Artens livsmiljö är havet.